# Skeptic Eleptic
Skeptic Eleptic war eine aus St. Pölten stammende österreichische Punkrockband.

## Geschichte
Gegründet wurde die Band im Winter 1999 von Bassist Mots T. Sux, Drummer Thoms'n'Roll, Gitarrist Tom Mohawk und Sänger Sickboy Eleptic (Dorian Stone). Davor sammelten die Bandmitglieder Erfahrung in der Deutschpunkformation T.V.Ö. (Total Verwirrung Österreich/1996–1999).
Alle Mitglieder haben sich ihre Instrumente selbst beigebracht. Im Jahre 2000 nahm die Band ihre erste unbetitelte Promo-CD auf, wobei alle daraufenthaltenen Songs in Englisch gesungen wurden. Durch gute Kritiken in einschlägigen Fanzines und Magazinen folgten die ersten Auftritte in Österreich, Deutschland, Tschechien und Ungarn. 2002 wurde das Debütalbum Madmans Bride No. 1 im Eigenvertrieb veröffentlicht, 2003 wurde das Album mit einem Bonustrack auf Vinyl über Wanda Records herausgegeben. Das zweite Album SICK SICK SICK wurde im Frühjahr 2005 über das Label Caustic Rock Records auf CD veröffentlicht, über Wanda Records die LP. Im Sommer 2005 wurde das Album mit Bonusvideo in Japan über Revel Yell Records veröffentlicht.
Anfang 2007 begannen die Aufnahmen zu ihrem dritten Studioalbum.
Im März 2008 haben Skeptic Eleptic bei Dambuster Records unterschrieben. Das Album Get Addicted wurde am 2. Juni 2008 veröffentlicht.
Die Band hat im Laufe der Jahre bereits drei Gitarristenwechsel hinter sich, eine Vielzahl an Tonträgern und Samplerbeiträgen veröffentlicht und über 300 Konzerte in mehreren europäischen Ländern gespielt. Es wurden in Eigenregie bereits 3 Videos abgedreht (2003 Rocky Horror Freakshow, 2005 Streetpussycat, 2007 Addicted).
Im Juni 2009 kam es zum Bruch mit Gründungsmitglied, Songwriter und Sänger Dorian Stone was auch das Ende der Band einleitete. Bernd Fletscher, jahrelanger Freund der Band und Sänger bei Scenario Fever, sprang spontan für ein paar Shows ein, wird aber nicht als Bandmitglied aufgeführt, da er Livevertretung für Dorian Stone war und kein neuer Song mehr geschrieben wurde. Bassist Mots-T-Sux und Drummer Thoms'n'Roll spielen seit November 2009 gemeinsam in der neu gegründeten Formation Demenzia Kolektiva.
Das letzte Österreich-Konzert bestritt Skeptic Eleptic am 16. April 2010 im Fifty in Asperhofen. Beim „Back To Future Festival“ in Glaubitz (Deutschland) verabschiedet sich die Band am 17. Juli 2010 für immer von den Bühnen.

## Stil
Skeptic Eleptic bezeichnen ihre Musik schlichtweg als Punkrock. Fanden sich in der Anfangsphase noch vermehrt Einflüsse von Hardcore- und Streetpunk, so hat sich mittlerweile ihre Musik zu einem Gemisch aus Punkrock, Garage Rock, Surfrock, Psychedelic, Trash, Poprock und Rock ’n’ Roll entwickelt. Die Band besteht darauf, nicht in eine bestimmte Genre-Ecke gedrängt zu werden.
Der modische und musikalische Einfluss stammt von 1970er Jahre-Bands wie den New York Dolls, The Stooges, Dead Boys, The Damned oder Sex Pistols.

## Politik
Skeptic Eleptic waren zwar nie eine Band die in jedem Song und auf der Bühne ständig auf das Elend und Schlechte in dieser Welt aufmerksam machten, doch waren sie aber auch alles andere als eine unpolitische Band. Immer wieder spielten sie auf Rock gegen Rechts Konzerten oder auf diversen Benefizveranstaltungen für verschiedenste Organisationen. So spielten sie auch am österreichischen Nationalfeiertag 2006 mitten in Wien am Maria Theresia Platz ein Konzert auf einer Kundgebung gegen die Anschaffung der Eurofighter Abfangjäger der österreichischen Bundesregierung. 
Auch der DIY-Gedanke wurde bei der Band immer großgeschrieben. Schlagzeuger Thoms'n'Roll gründete 2002 gemeinsam mit Bassisten Mots-T-Sux den Veranstaltungsverein Rock ’n’ Roll Highschool und sorgen seither für eine musikalische Veranstaltungsvielfalt in Ostösterreich. Seit 2004 ist Thoms'n'Roll auch für das Kultur und Veranstaltungszentrum Arena (Wien) tätig, das vom Verein Forum Arena Wien betrieben wird, der autonom und basisdemokratisch arbeitet.

## Diskografie
Alben
- 2008: Get Addicted (CD/LP)
- 2005: Sick Sick Sick (CD/LP)
- 2002: Madmans Bride No.1 (CD/LP)

Single
- 2006: Atomic (EP Vinyl-Single)
- 2004: Paranoid Pretty (CD Single)

Sonstiges
- 2005: Skeptic Eleptic vs. The Staggers - Split Vinyl-LP
- 2003: Plastic Bomb CD-Beilage #42
- 2002: „Skeptic Eleptic/Lake Pussy“ Split-EP
- 2001: Kruzefix - EP-Beilage
- 2001: „Skeptic Eleptic/Gashebel“ Soli Split Tape für Antifaschistische Aktion
- 2001: 10-Song-Promo-CD

Sampler-Beiträge
- 2005: Our Small Tribute to Blondie - Sampler
- 2005: Rock’n’Roll Highschool / The Comp. Vol.2 - Sampler
- 2004: Rattlesnake Compilation - Sampler
- 2004: Rock’n’Roll Highschool / The Comp. Vol.1 - Sampler
- 2003: Schubumkehr - Sampler
- 2003: Most Wanted 4 - Sampler
- 2003: Spiderweb - Sampler Vol.3
- 2002: All the Young Punks - Sampler
- 2002: Alarmstufe Rechts - Sampler